# 이리신동초등학교
이리신동초등학교는 대한민국 전북특별자치도 익산시 영등동에 있는 공립 초등학교이다.

## 학교 연혁
- 1992.09.01 이리신동국민학교(13학급) 개교
- 1996.03.01 현재 교명으로 변경
- 2007.03.07 병설유치원 개원
- 2020.02.07 제27회 졸업식(28명) 계 2,078명
- 2020.03.01 8학급 편성(156명)

## 참고 자료
- 이리신동초등학교 - 한국교육학술정보원 학교알리미